# Rhymbillus hospes
Rhymbillus hospes is een keversoort uit de familie zwamkevers (Endomychidae). De wetenschappelijke naam van de soort werd in 1915 gepubliceerd door Louis Jérôme Reichensperger.